# Kevin De Bruyne
Kevin De Bruyne (Gent, 1991. június 28. –) belga válogatott középpályás, a Napoli játékosa.

## Pályafutása

### Racing Genk
2009-ben debütált a Racing Genk csapatában egy Charleroi elleni bajnoki mérkőzésen. A következő évben 2010-ben megszerezte első gólját a csapatban, amivel a Standard Liége-t verték 1-0-ra. A 2010–11-es szezonban 32 bajnokin 5 gólt szerzett és 16 gólpasszt adott és ezzel nagyban hozzájárult csapata harmadik bajnoki címéhez. 2011 október 29-én a Club Brugge ellen megszerezte első mesterhármasát a belga élvonalban.

### Chelsea
2012. január 31-én 7 millió fontért az angol élvonalban szereplő Chelsea csapatához szerződött, ahol egy öt és fél éves szerződést írt alá. A szezon végig korábbi csapatánál a Genknél maradt kölcsönben.
2012 júliusában egy Seattle Sounderers elleni barátságos mérkőzésen debütált a Chelsea csapatában, amit 4–2-re megnyertek.
Visszatérés
Miután a kölcsönszerződése lejárt a Werder Bremennél, több Bundesliga csapat is szerette volna megszerezni, mint például a Borussia Dortmund vagy a Bayer Leverkusen. A Chelsea új vezetőedzője, José Mourinho azonban meggyőzte, hogy maradjon a londoni klubnál és 2013. július 1-én hivatalosan is visszatért a Chelsea kötelékébe.
De Bruyne térde megsérült mikor gólt lőtt egy a 2013–14-es szezon előtti barátságos mérkőzésen a Malaysia XI ellen, de a bajnokság kezdetére felépült. A Hull City elleni első mérkőzésen egy gólpasszal járult hozzá a 2–0-s győzelemhez.

### Werder Bremen
2012. augusztus 2-án a Chelsea bejelentette, hogy egy évre kölcsönadják a német élvonalban szereplő Werder Bremen csapatának. Szeptember 15-én szerezte első gólját a Hannover 96 elleni 3–2-re elveszített bajnokin. De Bruyne a következő bajnokira is megtartotta jó formáját és újra gólt szerzett a 2–2-re végződő VfB Stuttgart elleni meccsen.

### Wolfsburg

#### 2013–14-es szezon
A német VfL Wolfsburg együttese 2014. január 18-án, 18 millió euró ellenében bejelentette a belga középpályás szerződtetését. 2014. január 25-én már be is mutatkozott a Hannover 96 elleni, otthoni 3–1-es vereséggel záródó találkozón. 2014. április 12-én 2 gólpasszt is adott az 1. FC Nürnberg elleni 4–1-es győzelem során. Egy hét múlva a Hamburger SV elleni  3–1-es győzelem során megszerezte első gólját a Wolfsburg mezében. A Bundesliga utolsó két fordulójában szintén gólt szerzett, így segítve csapatát a VfB Stuttgart és a Borussia Mönchengladbach ellen.

#### 2014–15-ös szezon
2014. október 2-án megszerezte a 2014–15-ös idényben az első gólját egy Európa-liga találkozó során. 2015. január 30-án gólt lőtt a Bayern München együttesének és ezzel járult hozzá a 4–1-es győzelemhez, valamint ahhoz is, hogy ők legyenek az első gárda, akik 2014 áprilisa óta legyőzték a Bajorokat. 2015. március 1-jén 3 gólt is előkészített, pont az előző klubja, a Werder Bremen elleni 5–3-as győzelemmel záródó mérkőzésen. 
2015. március 12-én két gólt szerzett, melyeket az Európa-ligában lőtt az Internazionale elleni 3–1-es győzelem során. 2015 március 15-én egy góllal, valamint 2 gólpasszal járult hozzá az SC Freiburg elleni 3–0-s győzelemhez.
A bajnoki szezont végül 10 góllal és 21 gólpasszal zárta, az utóbbi rekordot jelentett a Bundesligában. Csapata ezüstérmet szerzett, melynek köszönhetően kvalifikálta magát az UEFA-bajnokok ligája 2015–16-os kiírásába. 2015. május 30-án gólt lőtt a Borussia Dortmund elleni 3–1-es vereséggel záródó német kupa döntőjében. 
De Bruyne minden sorozatot és kiírást figyelembe véve összesen 16 góllal és 27 gólpasszal zárta az idény, amelynek következtében a 2015-ös év labdarúgójának választották meg Németországban.

#### 2015–16-os szezon
A 2015–16-os évad azzal kezdődött a számukra, hogy a Bayern München ellen a német szuperkupában szerepeltek. De Bruyne a 89. percben beadta a labdát Nicklas Bendtnernek, aki bevitte az egyenlítő találatot, 1–1-re módosítva az eredményt, majd a büntetőpárbaj során De Bruyne értékesítette a maga büntetőjét, hozzájárulva az 5–4-es német szuperkupa győzelemhez. 2015. augusztus 8-án folytatta ezt a jó formáját és gólt szerzett a német kupa első fordulójában a Stuttgarter Kickers ellen, hozzájárulva a 4–1-es győzelemhez.
2015 augusztusában elismerte, hogy Angliából a Manchester City érdeklődik iránta, de nem kényszerítette a Wolfsburgot, hogy adják el. Ezzel kapcsolatban ezt a nyilatkozatot tette: "Nem akarok Angliába menni.. Ha oda igazolok, az azért van, mert nekem és a családom számára ez jó választás. Ez a kulcs számomra."
Augusztus 10-én számoltak be arról, hogy a Manchester City megtette második ajánlatát a belga játékosért 47 millió font összegben. Klaus Allofs, a Wolfsburg sportigazgatója kijelentette, hogy a klub küzd annak érdekében, hogy megtartsa a játékost.
Augusztus 27-én a City ismét megpróbálkozott a leigazolásával, ezúttal 58 millió font értékben, emellett Klaus Allofs elmondta, hogy "megdöbbentő" fizetést ajánlottak De Bruyne-nek.

### Manchester City

#### 2015–16-os szezon
2015. augusztus 30-án sok találgatás és pletyka után, hivatalosan is bejelentették, hogy De Bruyne egy hatéves kontraktust írt alá a Manchester City-hez. A végleges vételára 55 millió font (75 millió euró) volt, amely a klub átigazolási rekordját jelentette, egyben az angol futball második legnagyobb összegű transzferét. Ángél Di María Manchester United-be való igazolása óta ő volt az első futballista, akiért egy angol egyesület ilyen sokat fizetett. Szeptember 12-én debütált a Premier League-ben, egy Crystal Palace elleni mérkőzés 25. percében, amikor a sérülést szerző Sergio Agüero helyére állt be. Szeptember 19-én a West Ham United elleni meccs első félidejében megszerezte első manchesteri gólját. A találkozón végül 2–1-es vereséget szenvedtek. Szeptember 22-én 4–1-re legyőzték a Suderland gárdáját, majd szeptember 26-án ugyanennyire kikaptak a Tottenham Hotspur-től. Október 3-án egy megalázó 6–1-es vereséget mértek a Newcastle United csapatára.
Október 2-án De Bruyne-t is jelölték a rangos FIFA Aranylabda díjra. Október 21-én a ráadás 1. percében gólt lőtt a Sevilla együttesének a Bajnok Ligája csoportkörében, amelyen 2–1-re nyertek és ez is hozzá járult ahhoz, hogy a City, 1 ponttal megelőzve a Juventust csoportelsőként jusson tovább az egyenes kieséses szakaszba. December 1-jén gólt szerzett a Hull City elleni 4–1-es győzelemmel záródó mérkőzésen, amely után a Manchester City az angol ligakupa elődöntőjébe jutott.
2016. január 27-én ismét gólt lőtt a ligakupában, ezúttal az Everton elleni 3–1-es győzelemmel záródó elődöntőjében, de a jobb térde megsérült, amely után két hónapig nem léphetett pályára. 2017. április 2-án tért vissza a sérülésből a csapathoz egy Bournemouth elleni 4–0-s győzelemmel záródó bajnokin. Négy nappal később 2–2-es döntetlent játszottak a Paris Saint-Germain elleni Bajnokok Ligája negyeddöntő első mérkőzésén. Április 12-én a visszavágón megszerezte a győztes gólt, mely után története során először a Manchester City bejutott az elődöntőbe. 2016. május 8-án szerezte következő találatát az Arsenal elleni  2–2-es mérkőzésen.

#### 2016–17-es szezon
2016. szeptember 10-én gólt és gólpasszt jegyzett a manchesteri dery-n, amelyet a City nyert 2–1-re a United ellen és őt választották a "mérkőzés emberének" is. Szeptember 17-én a Bournemouth elleni  4–1-es siker után ismét kiérdemelte a "mérkőzés embere" címet. A szünet után, 2016. október 15-én az Everton ellen 1–1-es döntetlent értek el. November 1-jén az FC Barcelona elleni Bajnokok Ligája csoportkörében 1–1-es állásnál szabadrúgásból egy hatalmas gólt szerzett. A mérkőzést végül 3–1-re a City nyerte meg. 2017. március 19-én kiváló teljesítményt nyújtott és segített Sergio Agüeronak gólt szerezni a Liverpool elleni 1–1-es döntetlennel zárt találkozón. 

#### 2018–19-es szezon
2018. augusztus 15-én egy edzés során térd sérülést szenvedett. Két nappal később a Manchester City bejelentette, hogy a jobb térdében az oldalsó ínszalag sérült meg, de műtétre nem volt szükség és a játékosnak 3 hónapot kell kihagynia. 2018 októberében tért vissza a Fullham elleni angol ligakupa mérkőzésen, ahol ismét térdsérülést szenvedett és egy hónapig megint harcképtelenné vált. Felépülése után folytatta a edzéseket és a Watford elleni FA-kupa döntőben tért vissza, ahol gólt lőtt és további kettőt előkészített. A City végül 6–0-ra kiütötte ellenfelét és megnyerte a kupát, De Bruyne-t pedig a "mérkőzés embere" címmel tüntették ki. A klub története során először triplázott Angliában, ugyanis az angol kupa mellett az angol ligakupát és az angol bajnoki címet is begyűjtötte.

#### 2019–20-as szezon
2019. december 15-én gólt szerzett az Arsenal elleni 3–0-s sikerben.
2020. február 26-án megszerezte 50. gólját a Manchester City színeiben a Real Madrid elleni, Bajnokok Ligája nyolcaddöntőjének első mérkőzésén.

### Napoli
2025. június 12-én bejelentették, hogy kétéves szerződést írt alá az olasz Napoli klubjával.

### A válogatottban
2010. augusztus 11-én debütált a belga labdarúgó válogatottban egy Finnország elleni 1–0-ra elvesztett barátságos meccsen Turkuban.

## Magánélete
De Bruyne beszél hollandul (anyanyelve), angolul, franciául és németül. Anyjáról, aki egy ideig Angliában is élt, egy 2013-as interjúban azt mondta: "Anyámnak van egy angol mentalitása, de én teljesen belga vagyok." Szülővárosa Drenten, Gent város közigazgatási területe Flandriában.
2013-ban a Daily Mail azt állította, hogy a Chelsea-s csapattársa, Thibaut Courtois kapcsolatba került a barátnőjével, Caroline Lijnenrel. De Bruyne nekiment Courtoisnak, amikor a belga nemzetközi csapattal folytatott edzést, de később megbeszélték a nézeteltérést. 2014 óta Michèle Lacroixal állt kapcsolatban, akivel 2017-ben össze is házasodott. Két fiuk és egy lányuk született Mason Milian (2016), Rom (2018) és Suri (2020).

## Statisztikái

### Klubokban
2020. március 1-jén frissítve.
| Klub                       | Szezon           | Liga             | Liga  | Liga | Kupa  | Kupa | Ligakupa | Ligakupa | Európa | Európa | Egyéb | Egyéb | Összesen | Összesen |
| Klub                       | Szezon           | Bajnokság        | Mérk. | Gól  | Mérk. | Gól  | Mérk.    | Gól      | Mérk.  | Gól    | Mérk. | Gól   | Mérk.    | Gól      |
| -------------------------- | ---------------- | ---------------- | ----- | ---- | ----- | ---- | -------- | -------- | ------ | ------ | ----- | ----- | -------- | -------- |
| Genk                       | 2008–09          | Pro League       | 2     | 0    | 0     | 0    | —        | —        | —      | —      | —     | —     | 2        | 0        |
| Genk                       | 2009–10          | Pro League       | 35    | 3    | 2     | 0    | —        | —        | 2      | 0      | 1     | 0     | 40       | 3        |
| Genk                       | 2010–11          | Pro League       | 32    | 5    | 0     | 0    | —        | —        | 3      | 1      | 0     | 0     | 35       | 6        |
| Genk                       | 2011–12          | Pro League       | 28    | 8    | 1     | 0    | —        | —        | 6      | 0      | 1     | 0     | 36       | 8        |
| Genk                       | Összesen         | Összesen         | 97    | 16   | 3     | 0    | —        | —        | 11     | 1      | 2     | 0     | 113      | 17       |
| Werder Bremen (kölcsönben) | 2012–13          | Bundesliga       | 33    | 10   | 1     | 0    | —        | —        | —      | —      | —     | —     | 34       | 10       |
| Werder Bremen (kölcsönben) | Összesen         | Összesen         | 33    | 10   | 1     | 0    | —        | —        | —      | —      | —     | —     | 34       | 10       |
| Chelsea                    | 2013–14          | Premier League   | 3     | 0    | 0     | 0    | 3        | 0        | 3      | 0      | —     | —     | 9        | 0        |
| Chelsea                    | Összesen         | Összesen         | 3     | 0    | 0     | 0    | 3        | 0        | 3      | 0      | —     | —     | 9        | 0        |
| Wolfsburg                  | 2013–14          | Bundesliga       | 16    | 3    | 2     | 0    | —        | —        | —      | —      | —     | —     | 18       | 3        |
| Wolfsburg                  | 2014–15          | Bundesliga       | 34    | 10   | 6     | 1    | —        | —        | 11     | 5      | —     | —     | 51       | 16       |
| Wolfsburg                  | 2015–16          | Bundesliga       | 1     | 0    | 1     | 1    | —        | —        | —      | —      | 1     | 0     | 3        | 1        |
| Wolfsburg                  | Összesen         | Összesen         | 51    | 13   | 9     | 2    | —        | —        | 11     | 5      | 1     | 0     | 72       | 20       |
| Manchester City            | 2015–16          | Premier League   | 25    | 7    | 1     | 1    | 5        | 5        | 10     | 3      | —     | —     | 41       | 16       |
| Manchester City            | 2016–17          | Premier League   | 36    | 6    | 5     | 0    | 1        | 0        | 7      | 1      | —     | —     | 49       | 7        |
| Manchester City            | 2017–18          | Premier League   | 37    | 8    | 3     | 1    | 4        | 2        | 8      | 1      | —     | —     | 52       | 12       |
| Manchester City            | 2018–19          | Premier League   | 19    | 2    | 4     | 2    | 5        | 2        | 4      | 0      | —     | —     | 31       | 5        |
| Manchester City            | 2019–20          | Premier League   | 26    | 8    | 0     | 0    | 3        | 0        | 5      | 1      | 1     | 0     | 35       | 9        |
| Manchester City            | Összesen         | Összesen         | 143   | 31   | 13    | 4    | 18       | 9        | 32     | 6      | 1     | 0     | 209      | 50       |
| Karrier összesen           | Karrier összesen | Karrier összesen | 327   | 70   | 26    | 6    | 21       | 9        | 57     | 12     | 4     | 0     | 437      | 97       |

### A válogatottban
2025. június 12-én frissítve.
| Nemzet   | Év       | Mérkőzés | Gól |
| -------- | -------- | -------- | --- |
| Belgium  | 2010     | 1        | 0   |
| Belgium  | 2011     | 1        | 0   |
| Belgium  | 2012     | 6        | 1   |
| Belgium  | 2013     | 11       | 3   |
| Belgium  | 2014     | 11       | 4   |
| Belgium  | 2015     | 8        | 4   |
| Belgium  | 2016     | 12       | 1   |
| Belgium  | 2017     | 8        | 0   |
| Belgium  | 2018     | 10       | 2   |
| Belgium  | 2019     | 6        | 4   |
| Belgium  | 2020     | 4        | 1   |
| Belgium  | 2021     | 10       | 3   |
| Belgium  | 2022     | 9        | 2   |
| Belgium  | 2023     | 2        | 1   |
| Belgium  | 2024     | 8        | 4   |
| Belgium  | 2025     | 4        | 1   |
| Összesen | Összesen | 111      | 31  |

#### Góljai a válogatottban
2019. november 19-én frissítve.
| #   | Dátum               | Helyszín                                   | Mérkőzés | Ellenfél            | Gól | Eredmény | Kiírás                                       |
| --- | ------------------- | ------------------------------------------ | -------- | ------------------- | --- | -------- | -------------------------------------------- |
| 1.  | 2012. október 12.   | Rajko Mitić Stadion, Belgrád, Szerbia      | 6        | Szerbia             | 2–0 | 3–0      | 2014-es labdarúgó-világbajnokság-selejtező   |
| 2.  | 2013. március 22.   | Philip II Arena, Szkopje, Macedónia        | 10       | Észak-Macedónia     | 1–0 | 2–0      | 2014-es labdarúgó-világbajnokság-selejtező   |
| 3.  | 2013. június 7.     | Baldvin király Stadion, Brüsszel, Belgium  | 13       | Szerbia             | 1–0 | 2–1      | 2014-es labdarúgó-világbajnokság-selejtező   |
| 4.  | 2013. október 15.   | Baldvin király Stadion, Brüsszel           | 17       | Wales               | 1–0 | 1–1      | 2014-es labdarúgó-világbajnokság-selejtező   |
| 5.  | 2014. május 26.     | Cristal Arena, Genk, Belgium               | 21       | Luxemburg           | 5–1 | 5–1      | Barátságos mérkőzés                          |
| 6.  | 2014. július 1.     | Arena Fonte Nova, Salvador, Brazília       | 25       | Egyesült Államok    | 1–0 | 2–1      | 2014-es labdarúgó-világbajnokság             |
| 7.  | 2014. október 10.   | Baldvin király Stadion, Brüsszel, Belgium  | 28       | Andorra             | 1–0 | 6–0      | 2016-os labdarúgó-Európa-bajnokság selejtező |
| 8.  | 2014. október 10.   | Baldvin király Stadion, Brüsszel, Belgium  | 28       | Andorra             | 2–0 | 6–0      | 2016-os labdarúgó-Európa-bajnokság selejtező |
| 9.  | 2015. szeptember 3. | Baldvin király Stadion, Brüsszel, Belgium  | 34       | Bosznia-Hercegovina | 2–1 | 3–1      | 2016-os labdarúgó-Európa-bajnokság selejtező |
| 10. | 2015. október 10.   | Estadi Nacional, Andorra la Vella, Andorra | 36       | Andorra             | 2–0 | 4–1      | 2016-os labdarúgó-Európa-bajnokság selejtező |
| 11. | 2015. október 13.   | Baldvin király Stadion, Brüsszel, Belgium  | 37       | Izrael              | 2–0 | 3–1      | 2016-os labdarúgó-Európa-bajnokság selejtező |
| 12. | 2015. november 13.  | Baldvin király Stadion, Brüsszel, Belgium  | 38       | Olaszország         | 2–1 | 3–1      | Barátságos mérkőzés                          |
| 13. | 2016. május 28.     | Stade de Genève, Lancy, Svájc              | 39       | Svájc               | 2–1 | 2–1      | Barátságos mérkőzés                          |
| 14. | 2018. március 27.   | Baldvin király Stadion, Brüsszel, Belgium  | 59       | Szaúd-Arábia        | 4–0 | 4–0      | Barátságos mérkőzés                          |
| 15. | 2018. július 6.     | Kazán Aréna, Kazany, Oroszország           | 66       | Brazília            | 2–0 | 2–1      | 2018-as labdarúgó-világbajnokság             |
| 16. | 2019. június 11.    | Baldvin király Stadion, Brüsszel, Belgium  | 70       | Skócia              | 3–0 | 3–0      | 2020-as labdarúgó-Európa-bajnokság selejtező |
| 17. | 2019. szeptember 9. | Hampden Park, Glasgow, Skócia              | 72       | Skócia              | 4–0 | 4–0      | 2020-as labdarúgó-Európa-bajnokság selejtező |
| 18. | 2019. november 19.  | Baldvin király Stadion, Brüsszel, Belgium  | 74       | Ciprus              | 2–1 | 6–1      | 2020-as labdarúgó-Európa-bajnokság selejtező |
| 19. | 2019. november 19.  | Baldvin király Stadion, Brüsszel, Belgium  | 74       | Ciprus              | 3–1 | 6–1      | 2020-as labdarúgó-Európa-bajnokság selejtező |

## Sikerei, díjai

### Klubokban
- KRC Genk
  - Belga bajnok: 2010–11
  - Belga kupa: 2008–09
  - Belga szuperkupa: 2011

- VfL Wolfsburg
  - Német kupa: 2014–15
  - Német szuperkupa: 2015

- Manchester City
  - Angol bajnok: 2017–18, 2018–19, 2020–21, 2021–22, 2022–23, 2023–2024
  - Angol kupa: 2018–19, 2022–23
  - Angol ligakupa: 2015–16, 2017–18, 2018–19, 2019–20 , 2020–21
  - Angol szuperkupa: 2018, 2019, 2024
  - UEFA-bajnokok ligája: 2022–23
  - UEFA-szuperkupa: 2023

### A válogatottban
- Belgium
  - Világbajnokság harmadik helyezett: 2018[12]

### Egyéni
- Bundesliga – Az év felfedezettje: 2012–13
- Bundesliga – Az év játékosa: 2014–15
- Bundesliga – A szezon álomcsapatának tagja: 2014–15
- Európa-liga – A szezon csapatának tagja: 2014–15
- Az év német labdarúgója: 2015
- Az év belga sportolója: 2015
- Belga aranycipő: 2015, 2016
- Manchester City – Az év játékosa: 2015–16, 2017–18, 2019–20, 2021–22
- Manchester City – Az év gólja: 2019–20
- FIFA FIFPro World XI: 2020, 2021
- IFFHS World Team: 2017, 2019, 2020, 2021
- UEFA – A szezon csapatának tagja: 2017, 2019, 2020
- ESM – A szezon csapatának tagja: 2017–18, 2019–20, 2020–21
- PFA – A szezon csapatának tagja: 2017–18, 2019–20, 2020–21
- Premier League – A szezon legtöbb gólpasszt adó játékosa díj: 2017–18, 2019–20
- Premier League  – A legtöbb gólpassz: 2016–17
- UEFA-bajnokok ligája – A szezon csapatának tagja: 2017–18, 2018–19, 2019–20, 2020–21, 2021–22
- Labdarúgó-világbajnokság – A torna csapatának tagja: 2018
- Premier League – A hónap gólja díj: 2019 november, 2020 július
- Premier League – A szezon játékosa: 2019–20, 2021–22
- Az év angol labdarúgója (PFA): 2019–20, 2020–21
- UEFA-bajnokok ligája – Legjobb középpályás: 2019–20
- IFFHS Az év legjobb játékosa: 2020, 2021
- IFFHS World Team – Az évtized csapatának tagja: 2011–20
- IFFHS – Minden idők legjobb Belga 11-ének tagja